# Gormenghast
Gormenghast är en fantasybokserie med gotiska inslag, skriven av den brittiske författaren Mervyn Peake. Serien är utgiven av Eyre & Spottiswoode mellan åren 1946 och 1959. En svensk översättning gavs ut av Åke Ohlmarks på AWE/Geber och PAN, förlag som ingår i Norstedts förlagsgrupp. Böckerna har publicerats både inbundna och i pocketupplagor i Sverige. De har även lästs in som ljudböcker i Daisy-format av skådespelaren Barbro Nordin.
Handlingen kretsar kring den unge Titus Groan som är arvtagare till det gigantiska slottet Gormenghast befolkat av besynnerliga människor, bland annat en kökspojke, Steerpike, som vill ta över slottet på ett ondskefullt sätt. Den avslutande boken utspelar sig utanför slottet. Serien omnämns som en trilogi, men Peake hade planerat att skriva en till bok. Den blev dock aldrig färdigställd före hans död 1968. I juni 2011 släpptes ett manuskript till boken under titeln Titus Awakes: The Lost Book of Gormenghast enbart på engelska. Manuskriptet är bearbetat av Peakes hustru Maeve Gilmore.
Gormenghast har nått stor popularitet i Storbritannien och adapterats till flera olika medier genom åren.

## Handling
I det enorma slottet Gormenghast styr den 76:e earlen lord Sepulchrave av ätten Groan. När hans son, arvtagaren Titus, föds ser den förrymde kökspojken Steerpike chansen att försöka ta över makten i slottet. Genom list och charm inleder han en relation med lady Fuchsia, dottern till lord Sepulchrave.
Den första bokens handling domineras för det mesta av Steerpikes perspektiv. I de två efterföljande böckerna får man följa Titus i hans tonårsliv i skolan och utanför slottets gränser.

## Böcker
Mervyn Peake påbörjade arbetet med den första boken Titus tronföljaren år 1940. Delar av boken skrevs på kanalön Sark där Peake fann inspiration från öns omgivningsmiljöer. Bokens antagonist Steerpike är influerad av den nazistiska krigsförbrytaren Peter Back som Peake fick möta när han arbetade som krigsillustratör i koncentrationslägret Bergen-Belsen efter andra världskriget.
| Lista över de tre böckerna | Lista över de tre böckerna        | Lista över de tre böckerna | Lista över de tre böckerna       | Lista över de tre böckerna | Lista över de tre böckerna |
| Originaltitel              | Första utgivning på engelska (år) | Svensk titel               | Första utgivning på svenska (år) | Sidor                      | Kapitel                    |
| -------------------------- | --------------------------------- | -------------------------- | -------------------------------- | -------------------------- | -------------------------- |
| Titus Groan                | 1946                              | Titus tronföljaren         | 1978                             | 478                        | 69                         |
| Gormenghast                | 1950                              | Slottet Gormenghast        | 1979                             | 491                        | 79                         |
| Titus Alone                | 1959                              | Titus rymlingen            | 1980                             | 346                        | 122                        |

## Eftermäle och genre
Serien anses vara en kultklassiker inom engelsk skönlitteratur. Enligt författaren och filosofen John Gray har vissa läsare uppfattat romantiska budskap i böckerna, medan andra betraktar dem som bildningsromaner. Man har också likställt serien med J.R.R. Tolkiens fantasyverk Sagan om ringen (1954–1955), trots att det inte finns några mytologiska varelser eller väsen i berättelsen. För Gray är böckerna alltför originella att tillhöra någon specifik genre.
I 1001 böcker du måste läsa innan du dör står Titus tronföljaren med som en av böckerna.

## Andra medier
I mitten av 1980-talet hade musikern Sting filmrättigheterna till Gormenghast. Serien gick sedan som följetong i BBC Radio 4 i två 90-minutersavsnitt där Sting gjorde rösten till Steerpike. Adaptionen är gjord av Brian Sibley.
1998 adapterades böckerna som opera av Irmin Schmidt och en miniserie på fyra avsnitt sändes på BBC Two år 2000. I april 2018 rapporterades det att Neil Gaiman och Fremantle arbetade med att producera en TV-serie baserad på böckerna. Den väntas visas på Showtime med Toby Whithouse som showrunner.